# Cenon
Cenon (occitanska: Senon) är en kommun i departementet Gironde i regionen Nouvelle-Aquitaine i sydvästra Frankrike. Kommunen ligger i kantonen Cenon som tillhör arrondissementet Bordeaux. År 2022 hade Cenon 26 784 invånare.

## Befolkningsutveckling
Antalet invånare i kommunen Cenon
Referens:INSEE